# Контрабас (п'єса)
«Контрабас» (нім. Der Kontrabass) — п’єса німецького письменника Патріка Зюскінда. Прем'єра моновистави в одній дії відбулася 1981 року у Мюнхені.
Твір піднімає тему «маленької» людини. Є одноактним монологом головного героя — 35-річного контрабасиста, який працює у державному оркестрі.

## Історія
Рукопис п’єси Патріка Зюскінда датується 1980 роком, і є першим твором автора для сцени. Прем'єра моновистави відбулася у мюнхенському театрі Кювільєс 22 вересня 1981 року. Режисером та виконавцем став Ніколаус Паріл.
Завдяки мінімальним постановочним вимогам п’єса була успішно відтворена в більшості німецькомовних театрів. У сезоні 1984–1985 років була зіграна понад 500 разів та стала найбільш відтворюваною на німецькомовних сценах.
П'єса вийшла друком 1984 року у видавництві «Diogenes». Англомовиний переклад Майкла Гофмана було опубліковано 1987 року Хемішем Гамільтоном. Переклад був удостоєний премії Шлегеля-Тіка у 1988 році. П'єса також з'явилася в серії Bloomsbury Classics. П'єсу перекладено 28 мовами, включно з арабською, французькою, російською, сербською, іспанською, турецькою та перською. Переклад українською вийшов у видавництві «Фоліо» 2005 року.
Незважаючи на те, що п'єса Зюскінда — «крик душі» людини, що перебуває в стані депресії, читач відчуває симпатію по відношенню до головного героя. Це пояснюється гумором літератора, «майже контрабандним насолоджуванням мовою та слабкістю до невдах та одинаків, що нагадує про Чехова» (Марсель Райх-Раницький).

## Сюжет
Письменник використовує контрасти в творі. Так, на початку п'єси головний герой переконує нас, що контрабас незаслужено не вважається одним із найкращих музичних інструментів, що контрабасистів не оцінюють належним чином. Пізніше ж він зізнається, що ненавидить свій контрабас, що цей музичний інструмент не може видавати жодного пристойного звуку.
І ми дізнаємося, що контрабас заважає героєві жити — він мусить дбати про нього як про живу істоту. Поступово контрабас витіснив із життя свого власника всі інші людські відносини, навіть сексуальні. Ніяких змін не може відбуватися в його житті, адже його займають лише стабільна робота в державному оркестрі та музика. Він втратив контроль над власним життям.
І тоді головний герой вирішує рішуче змінити своє буденне самотнє життя: йому подобається вокалістка, що працює із оркестром, у якому працює контрабасист. Звісно, досі вона не помічала того, бо ж контрабасисти сидять в останньому ряду оркестру. Спочатку герой намагався грати бездоганно, щоб привернути її увагу. Проте навіть коли він намагався навмисне не попадати в ноти — все одно ніхто нічого не помітив, настільки мізерна його роль в оркестрі. І тоді контрабасист вирішує — він на весь театр викрикне ім'я своєї коханої. Тільки так він може привернути на себе увагу.

## Постановки у театрах
- 1981, 22 вересня — «Контрабас»; реж. Ніколаус Паріл (Театр Кювільєс[en], Мюнхен, Німеччина)

## Джерело
- Рецензія на твір Зюскінда